# Cactus Hill
 (mai 2013).
Le site de Cactus Hill, situé à environ 70 km de Richmond, en Virginie, est un des quelques sites qui contiennent des témoignages d’une population pré-Clovis en Amérique du Nord.

## Description
Ce site se trouve dans une dune près de la rivière Nottoway et contient une série stratifiée de niveaux culturels s’échelonnant de 20 000 ans jusqu’à la période correspondant au site Clovis. 
Sous le niveau Clovis et juste au-dessus d’une couche d’argile stérile, les archéologues ont découvert plusieurs lames de pierre, des pointes de projectile et un grattoir, tous fabriqués en quartz. Grâce à la datation par le radiocarbone 14 d’un morceau de charbon qui leur est associé, ces artefacts ont été datés de + ou – 17 000 ans.
Joseph McAvoy responsable de la recherche archéologique sur le site de Cactus Hill précise que les artéfacts du niveau le plus bas de la dune ont pu être daté à 19 700 ans (+ ou – 300 ans), au moyen de la datation par luminescence qui est une méthode représentant une alternative au carbone 14. La méthode peut être appliquée à plusieurs types de sédiments et la période potentiellement couverte par luminescence s'étend de l'actuel à 300 000 ans. 
« Cactus Hill est l'un des meilleurs sites connus de pré-Clovis »,  déclare le chercheur Vance Haynes Jr [réf. nécessaire], professeur du département d’anthropologie et de Géosciences de l’université de l'Arizona, et spécialiste des cultures Paléo-Indiennes.

## Sites
- Cactus Hill